# Хамбург
Хамбург (на немски: Hamburg), или Свободният и ханзеатски град Хамбург (Freie und Hansestadt Hamburg), е вторият по големина град в Германия (след Берлин) и седми в Европейския съюз, както и най-големият град в ЕС, който не е столица. Разположен е на река Елба, над нейното вливане в Северно море. В Хамбург се намира най-голямото морско пристанище в страната и трето по площ и брой обработени контейнери (до 2009 г. на второ място) в Европа след Ротердам и Антверпен. Той е главен град и една от шестнадесетте провинции на Германия. Заради голямото значение на пристанището за цялата страна, в Германия градът често е наричан „Врата към света“. Хамбург е един от основните индустриални центрове на Германия – там се намират фабриката на Airbus (втори по големина самолетостроителен завод в Европа и трети в света след Сиатъл и Тулуза), корабостроителницата Blohm + Voss, централата и цехове за производство (на Nivea и Tesa) на производителя на стоки за широка употреба Beiersdorf, германската централа на Philips, най-големият медодобивен завод в Европа Arubius, едната от двете фабрики за рояли и пиана Steinway & Sons, компанията за писалки Montblanc, пивоварната Holsten, германската централа на производителя на стоки за широка употреба Unilever, лидерите в производство на кари и складова техника Still и Jungheinrich и др. Градът е и един от най-големите медийни центрове в страната – оттук се излъчват новините на държавната телевизия ARD, тук се намира централата на радиотелевизионната компания NDR, седалището на най-голямата германска информационна агенция DPA, най-голямото издателство в Европа Gruner + Jahr и едни от най-големите издателства в Германия Spiegel-Verlag, Zeit-Verlag, хамбургският клон на Axel Springer SE (тези издателства притежават около половината от периодичната преса, продавана на територията на цяла Германия – вестниците Die Zeit, Financial Times Deutschland, Die Welt и Bild (чиито редакции са в Хамбург съответно до 1993 и 2008 г., както и списанията Der Spiegel, Stern, Auto Bild, Sport Bild, Computer Bild и др.), централите на множество международни рекламни агенции, германската централа на Warner Music Group и др.  
Девизът на Хамбург е Libertatem quam peperere maiores digne studeat servare posteritas („Нека свободата, която са извоювали предците, да се запази за следващите поколения“).

## География
Площта на града е 755 km². Най-високата точка в провинцията е Хаселбрак с височина 116 m. Хамбург е разположен в Северногерманската равнина, на мястото, на което реките Алстер и Биле се вливат в Елба. Разстоянието от Хамбург до устието на Елба е 110 km.
В центъра на града Алстер е изкуствено преградена и образува едноименно езеро, разделено на две части. Многобройните реки и канали на територията на Хамбург се пресичат от над 2500 моста. Това прави Хамбург града с най-много мостове в Европа – повече от Амстердам, Венеция и Лондон, взети заедно.
Днешните граници на града датират от 1 април 1937 г. Към територията на Хамбург принадлежат островите Нойверк, Шархьорн и Нигехьорн, както и националният парк Хамбургишес Ватенмеер.
Реки
- Алстер, притоци: Вандзе, Айлбек, Остербек, Голдбек, Тарпенбек, Изебек, Лотбек, Колау
- Елба, Долна Елба (Северна и Южна Елба, Кьолбранд, Райерщийг, Рете), Дове Елба, Гозе Елба
- Биле
- Есте

- Флотбек
- Зееве

Възвишения
- Хаселбрак (116,2 m)
- Бауерберг (91,6 m)
- Тафелберг (82 m)
- Райерберг (79,2 m)
- Алтер Мюлберг (76 m)

### Административно устройство
Хамбург има седем административни района:
| Район     | Жители         | Площ      |
| --------- | -------------- | --------- |
| Център    | 238 257 (2009) | 107,1 km2 |
| Алтона    | 246 936 (2009) | 78,3 km2  |
| Аймсбютел | 248 233 (2009) | 50,1 km2  |
| Север     | 283 246 (2009) | 57,8 km2  |
| Вандсбек  | 408 032 (2000) | 147,5 km2 |
| Бергедорф | 118 789 (2009) | 154,8 km2 |
| Харбург   | 200 134 (2009) | 161 km2   |

Всеки район се състои от няколко квартала, като общият брой на кварталите в Хамбург е 104.

### Климат
Климатът в Хамбург е мек и влажен. Най-топлият месец е юли (средна температура 17,4 °C), а най-студеният – януари (1,3 °C). Температури от порядъка на 30 – 33 °C не са рядкост. Средното количество валежи на година е 774 mm. През средно 52 дни годишно над града се спуска мъгла.

## История
Първите заселници на територията на днешен Хамбург идват през 4 век пр. Хр.
През 810 г. Карл Велики построява църква, чиято цел е да покръсти езическия север. Година по-късно е построена крепостта Хамабург, за да предостави защита както на църквата, така и на населението. През 831 г. Луи Благочестиви създава епархия, която скоро след това се превръща в архиепископия. Хамбург е превзет последователно от викингите (845 г.) и ободритите (915 г.)
По време на владението на шаунбургските графове (Адолф Първи: 1111 – 1130; Адолф Втори: 1130 – 1164; Адолф Трети: 1164 – 1203) Хамбург изживява подем в развитието си. По крайбрежието са издигнати диги и много хора се заселват в тези райони. Граф Адолф Трети основава търговско селище на западния бряг на Алстер. На 7 май 1189 г., в знак на благодарност за подкрепата на кръстоносните походи, Фридрих Барбароса дарява града с няколко привилегии, между които и правото на безмитна търговия и корабоплаване до Северно море.
През 14 век Хамбург става един от съоснователите на търговския съюз Ханза. През 1558 г. отваря врати една от първите немски търговски борси. През 1529 г., по време на Реформацията, Хамбург приема лутеранството. Културният разцвет на града се състои през 17 и 18 век. Хамбург остава един от най-важните търговски центрове на Северна Германия и след разпада на Ханза, по време на Просвещението и Индустриализацията.
В своята богата история Хамбург е бил под датско владение, част от Свещената Римска империя и столица на департамента Буш де л'Елб по време на френското владение. През 1815 г. Хамбург става част от Германския съюз, а през 1867 г. – член на Северногерманския съюз. През 1871 г. се присъединява към Германската империя.
В началото на 20 век Хамбург се превръща в космополитен град, базиран основно на търговията с цял свят. По това време „Hamburg-America Line (HAPAG)“ става най-голямата презатлантическа параходна компания. В града са централите и на други параходства, с линии до Южна Америка, Африка, Индия и Източна Азия. Хамбург е пристанището, от което много германци и източноевропейци се отправят към Новия свят. След като е победена през Първата световна война, Германия изгубва колониите си, което означава и загубата на много от търговските пътища на Хамбург.
Значителни и трагични събития от по-ново време са големият пожар (1842), епидемията от холера (1892), бомбардировките по време на Втората световна война (55 000 убити), наводнението през 1962 г.

### Религия
От Реформацията Хамбург е основно евангелистки-лутерантски град. В последно време обаче евангелистката църква започва да губи влиянието си, а римокатолицизмът укрепва позициите си.
От 2007 г. в Хамбург съществува Българска православна църковна община „Св. св. Кирил и Методий“.

### Население
Населението на Хамбург през 2010 г. е 1 786 000 жители. Плътността на населението е 2366 жители/km².
През 17 век Хамбург става най-големият немски град. През 1787 г. броят на жителите надвишава 100 000, което превръща Хамбург в голям град. Малко преди Втората световна война
Хамбург има почти 1,7 милиона жители. Градът е най-многолюден през 1964 г. – 1,9 милиона, но поради субурбанизирането броят на жителите рязко спада до 1,6 милиона през 1986 г. Оттогава броят на жителите отново започва да се покачва, като към 2015 г. възлиза на почти 1,8 милиона, а според прогнозите в следващите двадесет години ще мине двумилионната граница.
| Година | Жители  |
| ------ | ------- |
| 950    | 500     |
| 1200   | 1500    |
| 1300   | 5000    |
| 1430   | 16 000  |
| 1650   | 60 000  |
| 1750   | 75 000  |
| 1787   | 100 000 |
| 1800   | 130 000 |
| 1811   | 107 000 |
| 1858   | 171 000 |
| 1867   | 225 100 |
| 1875   | 264 675 |
| 1885   | 305 690 |

| Година | Жители    |
| ------ | --------- |
| 1895   | 625 552   |
| 1900   | 768 000   |
| 1910   | 931 035   |
| 1917   | 811 908   |
| 1939   | 1 711 877 |
| 1945   | 1 350 278 |
| 1956   | 1 751 289 |
| 1964   | 1 857 431 |
| 1978   | 1 857 431 |
| 1986   | 1 571 267 |
| 1989   | 1 626 220 |
| 1997   | 1 704 731 |
| 2005   | 1 743 627 |

| Население                | 31 декември 2004 |
| ------------------------ | ---------------- |
| Жители с постоянен адрес | 1 734 830        |
| мъже                     | 843 580          |
| жени                     | 891 250          |
| немци                    | 1 490 429        |
| мъже                     | 714 518          |
| жени                     | 775 911          |
| чужденци                 | 244 401          |
| мъже                     | 129 062          |
| жени                     | 115 339          |

### Езици
До средата на 19 век основният език в Хамбург е долнонемският. През средата на 20 век той почти напълно излиза от употреба и е заменен от горнонемския, на чиято база е съвременният книжовен немски език. Въпреки това има хора, които могат да говорят на типичния хамбургски „платдойч“. Този диалект намира употреба и в литературата, както и в театрални постановки. Вследствие на заселването на много чужденци в периода от шейсетте години насам, в Хамбург могат да се чуят най-различни езици, предимно английски, португалски, турски, кюрдски, руски и полски.

## Политика
Изборите през 2001 г. слагат край на 44-годишното управление на Социалдемократическата партия (SPD). Начело на сената застава тройна коалиция, съставена от Християн-демократическия съюз (CDU), Офанзивата за правов ред на Роналд Шил (Offensive D) и Свободната демократическа партия (FDP), а Оле фон Бойст е избран за кмет. През декември 2003 г. коалицията се разпада, новите избори през февруари 2004 г. са спечелени от Християндемократическия съюз с абсолютно мнозинство, а Оле фон Бойст бива преизбран.
В Хамбург има 100 консулства на различни държави, което го нарежда на второ място в света по този показател след Хонгконг.

### Побратимени градове
Хамбург поддържа партньорски отношения с осем града от цял свят:
- Санкт Петербург (Русия) от 1957 г.
- Марсилия (Франция) от 1958 г.
- Шанхай (Китай) от 1986 г.
- Дрезден (Германия) от 1987 г.
- Леон (Никарагуа) от 1989 г.
- Осака (Япония) от 1989 г.
- Прага (Чехия) от 1990 г.
- Чикаго (САЩ) от 1994 г.
- Дар ес Салаам (Танзания) от 2010 г.

## Култура и забележителности

### Опера, театър, мюзикъл
Първата обществена опера в Германия отваря врати в Хамбург на 2 януари 1678 г. Първоначално операта се помещава в скромна дървена сграда. По-късно на няколко метра от нея е построена нова сграда, на място, на което операта се помещава. По време на въздушните нападения през Втората световна война сградата понася тежки поражения. През 1955 г. на мястото на руините е издигната новата сграда на операта. Днес операта е известна по цял свят. Тук Монсерат Кабайе започва световноизвестната си кариера. Множество други звезди като Лучано Павароти и Мария Калас също са гостували на операта.
В Хамбург има два държавни (Deutsches Shauspielhaus (1900) и Thalia Theater (1842)) и много частни театри. Българският режисьор Теди Москов редовно гастролира в Хамбург със свои постановки.
Хамбург се счита за германската столица на мюзикълите. Тук за първи път в страната е изигран „Котките“ на Андрю Лойд Уебър. Актуалните представления са „Цар Лъв“, „Mamma mia!“ и „Мръсни танци“. Наред с тях се играят и множество по-малки известни мюзикъли.

### Медии
В Хамбург има почти 15 000 фирми, работещи в сферата на пресата, печата, радио и телевизионните медии, музиката, киноиндустрията, мултимедията, рекламата. В тях работят около 62 000 души. Това превръща Хамбург в най-важния германски център на медиите.
Седалищата на много от големите немски издателства се намират в Хамбург: Spiegel-Verlag (списание Spiegel), Axel Springer Verlag (в-к Bild, в-к Die Welt, списания Auto Bild, Computer Bild и др.), Gruner + Jahr (списания Stern, Brigitte, Gala, National Geographic и др.), Bauer Verlagsgruppe (списание Bravo), Hubert Burda Media (списания Bunte, Focus, Playboy и др.) и Jahreszeiten-Verlag. Местните вестници са Hamburger Abendblatt, Hamburger Morgenpost, BILD Hamburg. Почти половината от общогерманската преса се произвежда в Хамбург. Седалището на агенция DPA също се намира в този град.
Новините на държавната телевизия ARD се излъчват от Хамбург. Тук е и централата на държавната регионална телевизия NDR, както и на едноименните радиостанции. Регионалното студио за Северна Германия на другата държавна телевизия – ZDF – също се намира в Хамбург. Местните телевизионни канали са Hamburg 1 и TIDE, а най-слушаните частни радиостанции са Radio Hamburg, Energy, N-Joy, Oldie 95 и 106!8.
Сред по-известните музикални компании, чиито представителства за Германия са в Хамбург, личат имената на Warner и Music EMI Group. Студио Хамбург снима много кинофилми и телевизионни продукции.
Седалищата на много известни международни рекламни агенции като Scholz & Friends, Springer & Jacoby, Jung von Matt, TBWA, Kolle Rebbe, Zum Goldenen Hirschen, Grabarz&Partner също са в Хамбург.

### Забележителности
Сгради
Шест кули доминират градската панорама: кулите на петте основни църкви и кулата на кметството. Църквата Св. Михаил – или „Михел“, както е известна в Хамбург, е емблемата на града. Св. Николай е друга известна хамбургска църква. Разрушена по времето на Втората световна война, днес в нея не се извършват служби, а играе ролята на мемориален паметник на войната. Със своите 147,3 m тя е била най-високата сграда в света в периода 1874 – 1877 г. Кулата на кметството е светската противоположност на църковните кули. Сградата на кметството е построена през 1897 г. и има общо 647 богато украсени зали и стаи. На гърба на кметството се намират сградите на хамбургската борса и търговската палата.
Най-високата сграда в Хамбург е телевизионната кула, носеща името на Хайнрих Херц – 279,8 m. Най-старата сграда се намира извън същинските граници на града – това е морският фар на остров Нойверк, построен през 1330 г.
Други архитектурни забележителности са Чилехаус – търговска сграда от края на тридесетте години, приличаща на корабен нос; Централната гара – открита през 1906 г. и помещаваща търговски център, с 450 000 пътници и посетители на ден тя е най-посещаваната немска гара; Шпайхерщат – комплекс от безмитни складове, културен паметник от 1991 г.; Планетариумът; Ландунгсбрюкен, сградата на старата поща.
Други забележителности
Други забележителности на Хамбург са пристанището, мостът Кьолбранд, старият и новият тунел под Елба, рибният пазар, Репербан – централната улица в квартала на червените фенери Санкт Паули, зоологическата градина Хагенбек – първата в света без клетки за животните, Юнгфернщийг – една от централните улици на града, главната търговска улица Мьонкебергщрасе, множеството търговски центрове и пасажи.
Паркове
Многобройните паркове и зелени площи правят Хамбург един от най-зелените градове на света. Предпочитан от жителите за разходки, спорт и пикници е Щатпарк (148 ха), в който е разположен и планетариумът. Парковото гробище Олсдорф (405 ха) е най-голямото по рода си в света. Плантен ун бломен (47 ха) е старата ботаническа градина и е разположен в самия център на града.

### Музеи
В Хамбург има около 50 музея. Най-известните от тях са Хамбургският исторически музей (притежаващ най-голямата колекция от предмети, свързани с градската история в Германия), Музеят на изкуствата и занаятите (един от водещите музеи за приложни изкуства в света), „Spicy's“ – музеят на подправките, намиращ се в Шпайхерщат, Конценрационният лагер Нойенгаме, Музеят на еротичното изкуство, Етнологическият музей и Салонът на изкуствата.

### Спорт
Спортни съоръжения и отбори
Най-важните спортни съоръжения в Хамбург са АОЛ Арена (стадионът на Хамбургер ШФ), Колор Лайн Арена (мултифункционална зала), Милернторщадион (стадионът на ФК Санкт Паули), тенискомплексът Ротенбаум, плувният басейн Алстершвимхале и спортната зала Алстердорфер Шпортхале.
Най-старият все още съществуващ спортен клуб в света е HT 16, гимнастически клуб, създаден през 1816 г. Най-старият отбор по гребане в Германия и втори в света е Германия Рудер Клуб, основан през 1836 г.
Основаният през 1887 г. Хамбургер ШФ е един от съоснователите на немската Бундеслига през 1963 г. Сред успехите му са спечелването на КЕШ през 1983 г., КНК през 1977 г., Купата на УЕФА-Интертото през 2005, шампион на Германия през 1922, 1923, 1928, 1960, 1979, 1982 и 1983 г., носител на купата на Германия през 1963, 1976 и 1987, носител на купата на лигата през 1973 и 2003 г. ФК Санкт Паули е другият хамбургски футболен отбор, състезавал се в първа Бундеслига.
Хандбалният Хамбургер ШФ спечелва купата на Германия през 2006 г., както и суперкупата на Германия през 2004 и 2006 г. От 2002 г. Хамбург разполага и с отбор по хокей на лед – Мюнхен Баронс се премества в Хамбург и се преименува на Хамбург Фрийзърс. Отборите по американски футбол Хамбург Блу Девилс и Хамбург Сий Девилс също се радват на много фенове.
Спортни събития
Най-големите ежегодишни спортни мероприятия са Хамбургският маратон през април и колоездачното състезание Ватенфал Сайкласикс през лятото. От 1892 г. в Хамбург се провежда откритото първенство на Германия по тенис за мъже – Хамбург Мастерс. От 2003 г. мачовете от финалната четворка за купата на Германия по хандбал се играят в Колор Лайн Арена, като е сключен договор, според който те ще се състоят там поне до 2012 г. През юли и май се провеждат съответно състезания по конни надбягвания и прескачане на препятствия.
През 2006 г. Хамбург домакинства на пет мача от 18-ото световно първенство по футбол, а през зимата на 2007 г. – на срещи от 20-ото световно първенство по хандбал. През 2003 г. Хамбург губи националните избори за град домакин на 30-ите летни олимпийски игри през 2012 г., като градът ще се кандидатира отново за 31-вите и 32-рите.

### Редовни мероприятия
Най-голямото мероприятие са празненствата по случай рождения ден на пристанището (7 май). Те траят три дни, а броят на посетителите надвишава един милион. Други големи събития са т. нар. Алстерфергнюген около езерото Алстер (през август) и Киршблютенфест, свидетелстващ за топлите отношения между Хамбург и Япония (май). Най-известните улични фестивали са Шанценфест в края на лятото и Алтонале. Всяка неделя сутрин от 5 до 9:30 се провежда рибният пазар, на който освен риба се продават месо, плодове и цветя. Пазарът е притегателен пункт за много туристи, но също така и за жителите на Хамбург, които имат възможност да напазаруват изгодно, наддавайки за съответната стока. Три пъти годишно се провежда панаирът Хамбургер дом с много атракции като влакче на ужасите, виенско колело, стрелбища, множество щандове за бързо хранене. Панаирът се посещава от около 9 милиона души годишно.

## Икономика и инфраструктура
Хамбург е един от най-важните региони в сферата на търговията, транспорта и услугите в Германия. Според изследване на ЕС Хамбург е четвъртият най-богат район в ЕС след Лондон, Брюксел и Люксембург.
Най-важните икономически отрасли са производството на стоки за широка употреба, въздухоплавателната индустрия, химията, електротехниката, корабостроенето, машиностроенето, производството на минерални масла, банковата търговия, медиите.
Най-големите работодатели са Airbus (10 900 работници), сдружението на здравните каси LBK (10 300), Lufthansa (10 090), Deutsche Post (9000) немските железници Deutsche Bahn (7650), търговската къща за доставяне на стоки по домовете Otto и дъщерните ѝ фирми (7300), спестовната каса Haspa (5850), Philips (5500), Beiersdorf (4700), компанията за градски транспорт Hamburger Hochbahn (4268).

### Транспорт
Автомобилен транспорт
Хамбург разполага с 4000 km пътна мрежа и 7000 имена на улици. През територията му минават пет магистрали: А1 (Кьолн – Олденбург), А7 (Кемптен – Фленсбург), А23 (Хамбург – Хайде, А24 (Хамбург – Берлин) и А25 (Хамбург – Геестахт).
Железопътен транспорт
Градът е най-големият железопътен възел в Северна Европа. По-важните железопътни линии свързват Хамбург с Париж, Цюрих, Амстердам, Прага, Малмьо, Берлин, Мюнхен, Рурската област, Хановер. Гарите, обслужващи тези и други линии, са Централна гара, Алтона, Дамтор, Харбург и Бергедорф.
От голямо значение за паневропейския железопътен стоков транспорт е пристанищната железница, открита през 1866 г. с обща дължина на релсите от 375 km. Тук започват или завършват 10% от железопътния стоков транспорт в Германия.
Градски обществен транспорт
Градският транспорт е развит на много високо ниво.
Хамбургското метро има три линии с обща дължина 101 km, на които са разположени 89 спирки. Най-дългата линия е U1 (55,8 km), а най-късата – U2 (22 km). Първата отсечка на метрото е открита през 1912 г. През 2011 г. ще бъде открита четвърта линия. Градската железница е открита през 1906 г. и разполага с 6 линии с обща дължина 115 km и 69 спирки. AKN е регионално железопътно сдружение, което обслужва линии в южен Шлезвиг-Холщайн и Северен Хамбург. Във и около Хамбург има над 640 автобусни линии с обща дължина 15 333 km и 9339 спирки. 6 фериботни линии обслужват района на пристанището, както и част от Елба.
Много от гореспоменатите линии работят и през нощта в петък срещу събота, събота срещу неделя, както и преди официални празници. През останалото време се използват 19 нощни автобусни линии. През 1965 г. всички компании, обслужващи линиите на градския транспорт се обединяват в съюза Hamburger Verkehrsverbund. Към 2004 г. той се състои от 36 транспортни фирми и покрива площ от 8700 km².
Въздухоплаване
Откритото през 1912 г. летище Хамбург-Фулсбютел е четвъртото по големина и най-старото в Германия. То е едно от малкото в Европа, намиращи се вътре в самия град – разстоянието от летището до центъра е 20 km. По тази причина не се извършват нощни полети. Площта му е 570 хектара и обслужва 68 самолетни компании. Едновременно могат да бъдат обработени 53 самолета, а максималният брой излитания и кацания на час е 48. През 2006 г. общо почти 12 милиона пътници са минали през летището, а броят на полетите надвишава 168 000.
Второто летище на територията на Хамбург е служебното летище на Airbus Хамбург-Финкенвердер, намиращо се в югозападната част на града. Тук се извършват финалните монтажни работи по моделите A318, A319, и A321, а от 2007 г. и на А380. Летището се използва и за превоз на работниците на завода до другите градове, в които има заводи на компанията – Тулуза и Бристол.

### Търговия
Пристанището
Хамбургското пристанище (известно като „Вратата на Хамбург към света“) е най-голямото в Германия, второ в Европа след Ротердам и осмо в света. За някои стоки, като например кафе и килими, Хамбург е най-голямото оборотно пристанище в света. Най-голям оборот правят контейнерите – през 2006 г. са обработени рекордните 8,86 милиона контейнера, повече от два пъти в сравнение с 2000 г. Двата главни контейнерни терминала са на фирмите HHLA и Eurogate (най-голямата в Европа и трета в света). Най-голямото предимство на пристанището е безмитната зона. От правна гледна точка тя се смята за чужбина, което позволява на една стока да бъде докарана в пристанището, а после да го напусне (често преработена) без да бъде обмитена. Обмитяване се извършва, само ако стоката действително бъде внесена в Германия.
Площта на пристанището е почти 80 km², от които използваеми са около 65 km². Още 9 km² са предвидени за разширяването му. Пристанището предлага място за 320 кораба.
Разположението на пристанището (на 110 km навътре по течението на Елба) освен предимства, има и своите недостатъци. Специални кораби-багери трябва непрекъснато да се грижат за поддръжката на дълбочината на плавателната линия, която е 13 m. Въпреки това най-големите контейнеровози в света или не могат да влязат в пристанището, или това става само когато не са максимално натоварени или при прилив. Затова се обмисля реката да се направи по-дълбока в проблемните зони. От друга страна, разположението сравнително навътре в страната води до по-ниски транспортни разходи, когато стоките се прехвърлят на сухоземен транспорт.
Корабостроителницата Blohm + Voss, принадлежаща на ThyssenKrupp Marine Systems AG, е специализирана в строежа предимно на военни кораби и мегаяхти. Тя отговаря и за техническата поддръжка на най-големите пасажерски кораби в света – Freedom of the Seas и Queen Mary 2.
Върху няколко кея, на които е имало складове, се строи т. нар. HafenCity – нов квартал на площ от 155 хектара, който след построяването си през 2008 г. ще предлага 5500 жилища за 12 000души и офисна площ за 14 000 души.
Банки
Хамбург е основният банков център в Северна Германия. Тук се намира една от двете централи на HSH Nordbank. Регионалните централи за Северна Германия на многобройни банки също се намират в Хамбург.
Хамбургската борса е открита през 1558 г. и е първата в Германия и четвърта в Европа.
Изложения и конгреси
Хамбург е един от водещите конгресни градове в света. Тук през 1973 г. е построен първият конгресен център в Германия. Той се обновява, като след завършването на ремонтните работи през 2008 г. ще разполага с 16 000 места в 23 зали. Целта е да влезе в десетката на най-големите конгресни центрове. Годишно се провеждат около 200 конгреса и заседания със 150 000 участници, както и 200 обществени мероприятия с 400 000 посетители.
В непосредствена близост до конгресния център се намира теренът за изложения. Тук също се извършват усилени ремонтни работи, след които общата изложбена площ ще бъде 84 000 m² в зали и 15 000 m² на открито. В днешни дни тук се провеждат около 45 изложения с над 1,1 милион посетители от цял свят. Сред по-известните изложения са Hanseboot (за лодки) и Internorga (хотелиерство и гастрономия).

### Институции
В Хамбург заседава Международният морски съд. Тук се намират и федералните изследователски институти за риболовство и за горско стопанство, федералната служба за корабоплаване и хидрография, немската метеорологична служба, институтите за тропическа медицина „Bernhard Nocht“ и за експериментална вирология и имунология „Heinrich Pette“, най-големият изследователски център на Германия в областта на физиката на елементарните частици DESY, немската централа на Greenpeace.

## Образование и наука
Броят на висшите учебни заведения в Хамбург е 29. Сред тях са Хамбургският университет (основан 1919 г., 39 000 студенти), Техническият университет Хамбург-Харбург (1978 г., 4500), Висшето училище за приложни науки HAW (1970 г., 14 000), Университетът на Бундесвера Хелмут Шмит (1973 г., 2150), Университетът за архитектура и строително инженерство ХафенСити (2006 г., 1500), първото частно правно висше училище в Германия Буцериус Лоу Скуул (2000 г., 519), Висшето училище за изобразително изкуство (1767 г., 1000).
От 2003 г. в Хамбург съществува българско училище. То е лицензирано от Министерството на образованието и науката на Република България, като издадените от него свидетелствата се признават в България.

## Интересни факти
- През 1961 г., преди излизането на първия им сингъл, Beatles свирят в хамбургски клубове и правят първите си записи. През следващите две-три години те гастролират в Хамбург още четири пъти. През пролетта на 2007 г., недалеч от местата, на които са свирили, е открит обновен площад, носещ името на групата.
- Хамбург е немският град с най-много милионери. По стара традиция те даряват част от богатството си на над 1000 фондации, които подпомагат различни аспекти от живота в града.
- Хамбург е градът с най-много мостове в Европа, както и най-зеленият град в Германия. Тук се намира и най-големият речен остров в страната, на който е разположен кварталът Вилхелмсбург.
- В миналото типичният хамбургски поздрав е „Хумел, хумел!“ – „Морс, морс!“: някой заговаря друг човек с „Хумел, хумел!“, а той отговаря с „Морс, морс!“. Той датира от началото на 19 век. По това време живее разносвачът на питейна вода Йохан Вилхелм Бенц, чийто прякор е Ханс Хумел. Докато разнася вода, той често е преследван от деца, които, за да го дразнят, му подвикват: „Хумел, Хумел!“. На тези закачки той отвръща: „Морс, морс!“, съкращение от израза на платдойч „Klei mi am Mors!“ („Целуни ме отзад!“). В днешни дни типичният поздрав е „Мойн!“, чийто произход е спорен. Най-вероятно е да произхожда от традиционния поздрав „Gutten Morgen“, който нерядко бива трансформиран в „морген“, откъдето и идва и „моинг“ на „платдойч“.